# Barbicambarus cornutus
Espèce
Statut de conservation UICN

 LC  : Préoccupation mineure
Barbicambarus cornutus est une espèce d'écrevisses de la famille des Cambaridae et du genre Barbicambarus.

## Distribution
Cette espèce est endémique des Appalaches, elle se rencontre au Kentucky et au Tennessee dans le bassin de la Green river.